# کیسه هوایی (جانوران)

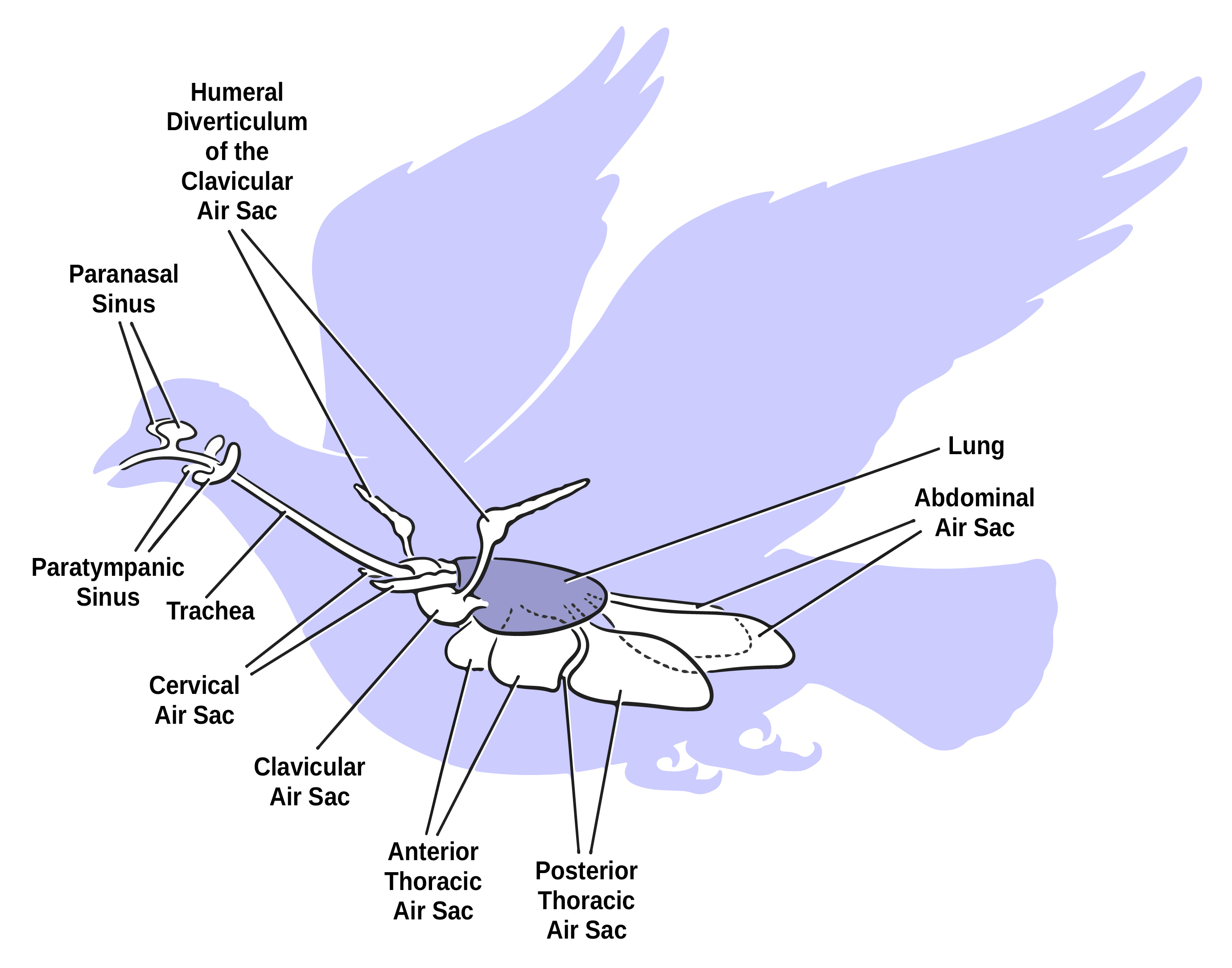
نموداری که نمای کلی کیسه‌های هوا را در پرنده نشان می‌دهد

کیسه‌های هوایی (به انگلیسی: Air sac)، فضاهایی در یک ارگانیسم هستند که در آن حضور دائمی هوا وجود دارد. در میان جانوران مدرن، پرندگان دارای بیشترین کیسه‌های هوایی هستند (۹ تا ۱۱) و خویشاوندان دایناسوری منقرض‌شده آنها افزایش زیادی  در هواداری استخوان‌ها (وجود هوا) در استخوان‌های آنها نشان می‌دهند. پرندگان از کیسه‌های هوا برای تنفس و همچنین چندین چیز دیگر بهره‌گیری می‌کنند. ددپایان، مانند هوااستخوان، کیسه‌های هوایی زیادی در بدن دارند که تنها در استخوان‌ها نیستند و می‌توان آنها را به عنوان شکل ابتدایی‌تر راه‌های هوایی مدرن پرندگان شناسایی کرد. خزنده‌پایان به خاطر تعداد زیاد حفره‌های هوا در استخوان‌هایشان (مخصوصاً مهره‌ها) به خوبی شناخته شده‌اند، اگرچه یک ددپا، دینوکریوس، تعداد متفاوتی از حفره‌های هوا را نشان می‌دهد.

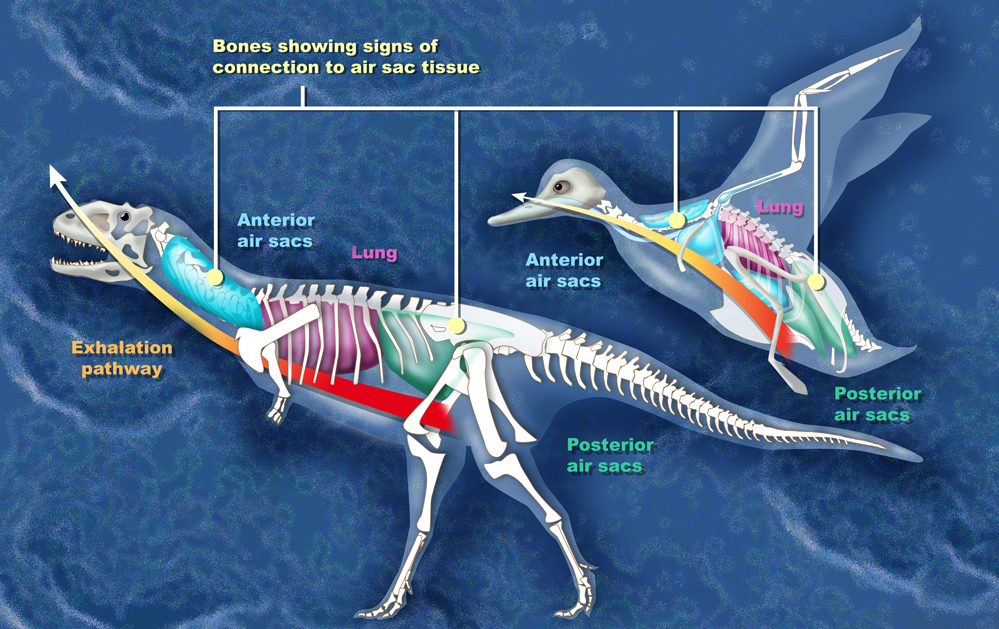
مقایسه بین کیسه‌های هوایی ماجونگازاروس و یک پرنده

پرندگان دارای سیستمی از کیسه‌های هوایی در سیستم تنفسی خود هستند. کیسه‌های هوایی برای ایجاد یک جریان یک‌سویه کار می‌کنند که در آن هوا با سرعت یکسان وارد ریه می‌شود و از آن خارج می‌شود، در مقابل ریه‌های چهارپایان دیگر مانند پستانداران که در آن هوا در یک تهویه جزرومدی وارد ریه می‌شود و از آن خارج می‌شود.